# Amolops viridimaculatus
Amolops viridimaculatus är en groddjursart som först beskrevs av Jiang 1983.  Amolops viridimaculatus ingår i släktet Amolops och familjen egentliga grodor. IUCN kategoriserar arten globalt som nära hotad. Inga underarter finns listade i Catalogue of Life.